# Appassionatamente (film 1946)
Appassionatamente (Devotion) è un film del 1946, diretto da Curtis Bernhardt.

## Trama
Il film segue la vita della famiglia Bronte: le sorelle Charlotte e Anne, seguite più tardi da Emily, lasciano la casa dove sono nate per lavorare come governanti e guadagnare abbastanza soldi per permettere all'adorato fratello Branwell di andare a studiare a Londra.
Hanno tutte ambizioni letterarie ma incontreranno diverse difficoltà e purtroppo un comune tragico destino.